# Tripropylphosphit
Tripropylphosphit ist eine chemische Verbindung aus der Gruppe der Trialkylphosphite.

## Gewinnung und Darstellung
Tripropylphosphit kann durch Reaktion von Phosphortrichlorid und Propylalkohol in Gegenwart von Dimethylanilin hergestellt werden.

## Eigenschaften
Tripropylphosphit ist eine Flüssigkeit, die mit Wasser reagiert. Insbesondere wird es in Gegenwart von Säure leicht hydrolysiert, während es bei neutralem pH-Wert stabil ist. Die Hydrolysestabilität unter den verwandten Verbindungen nimmt mit der Größe der Alkylgruppen zu, so hydrolysiert Tripropylphosphit weniger leicht als Trimethylphosphit und Triethylphosphit.